# Іванич-Милянський
46°08′ пн. ш. 15°38′ сх. д. / 46.13° пн. ш. 15.64° сх. д.
Іванич-Милянський (хорв. Ivanić Miljanski) — населений пункт у Хорватії, у Крапинсько-Загорській жупанії у складі громади Загорська Села.

## Населення
Населення за даними перепису 2011 року становило 24 осіб.
Динаміка чисельності населення поселення:

## Клімат
Середня річна температура становить 9,82 °C, середня максимальна – 23,86 °C, а середня мінімальна – -6,44 °C. Середня річна кількість опадів – 1074 мм.
| Клімат поселення                              | Клімат поселення | Клімат поселення | Клімат поселення | Клімат поселення | Клімат поселення | Клімат поселення | Клімат поселення | Клімат поселення | Клімат поселення | Клімат поселення | Клімат поселення | Клімат поселення | Клімат поселення |
| Показник                                      | Січ.             | Лют.             | Бер.             | Квіт.            | Трав.            | Черв.            | Лип.             | Серп.            | Вер.             | Жовт.            | Лист.            | Груд.            |                  |
| Середній максимум, °C                         | 5,63             | 7,62             | 11,68            | 16,01            | 20,80            | 23,86            | 23,56            | 23,04            | 19,14            | 13,98            | 8,43             | 4,13             |                  |
| Середня температура, °C                       | −0,4             | 1,58             | 5,65             | 9,97             | 14,76            | 17,84            | 19,59            | 19,06            | 15,18            | 10,02            | 4,46             | 0,15             |                  |
| Середній мінімум, °C                          | −6,44            | −4,46            | −0,39            | 3,95             | 8,74             | 11,79            | 15,63            | 15,10            | 11,21            | 6,05             | 0,50             | −3,82            |                  |
| Норма опадів, мм                              | 50               | 54               | 70               | 77               | 93               | 131              | 105              | 108              | 108              | 103              | 100              | 75               |                  |
| Середньомісячна швидкість вітру, м/с          | 1.58             | 1.77             | 2.12             | 2.10             | 2.00             | 1.80             | 1.72             | 1.60             | 1.50             | 1.58             | 1.69             | 1.61             |                  |
| Середньомісячна сонячна радіація, кДж/м²·день | 4065             | 6770             | 10411            | 14722            | 18722            | 20554            | 21181            | 18578            | 13668            | 8492             | 4476             | 3200             |                  |
| --------------------------------------------- | ---------------- | ---------------- | ---------------- | ---------------- | ---------------- | ---------------- | ---------------- | ---------------- | ---------------- | ---------------- | ---------------- | ---------------- | ---------------- |
| Джерело:                                      |                  |                  |                  |                  |                  |                  |                  |                  |                  |                  |                  |                  |                  |